# Alexandro Daniel Toscano Llordal
Alexandro Daniel Toscano Llordal (Cosenza, Itàlia, 8 d'octubre de 1995), més conegut com a Sandro Toscano, és un futbolista italià que juga a la lliga espanyola.
Juga en la posició de centrecampista. Durant la seva etapa com a cadet va jugar al Gimnàstic i, més tard, pel Reial Madrid. Acabada la seva formació va passar a jugar amb el CF Sabadell, tant en l'equip B com, després, en el primer equip a la segona divisió B. La temporada de 2016 i 2017 va ser traspassat al CF Badalona, on va tenir una etapa molt destacada. El 2017 va signar per dues temporades, amb opció a ampliar-ne dues més, amb el Gimnàstic de Tarragona. Finalment va ser cedit al Melilla, per passar després al Ebro de Saragossa. El 2019 va fitxar pel CD San Fernando.